# (1740) Paavo Nurmi
(1740) Paavo Nurmi ist ein Asteroid des Hauptgürtels, der am 18. Oktober 1939 von dem finnischen Astronomen Yrjö Väisälä in Turku entdeckt wurde. 
Benannt ist der Asteroid nach dem erfolgreichen finnischen Langstreckenläufer Paavo Nurmi.